# Boocerus gilvipes
Boocerus gilvipes är en insektsart som beskrevs av Carl Stål. Boocerus gilvipes ingår i släktet Boocerus och familjen hornstritar. Inga underarter finns listade i Catalogue of Life.